# 格罗特里安环形山
格罗特里安环形山（Grotrian）是位于月球背面南半球的一座年轻撞击坑，约形成于埃拉托色尼期。它坐落在辽阔的薛定谔环形山北部，坑内被来自外部的喷发物所覆盖。该环形山的取名自德国天文学家沃爾特·格羅特里安，1970年被国际天文学联合会批准接受。

## 描述

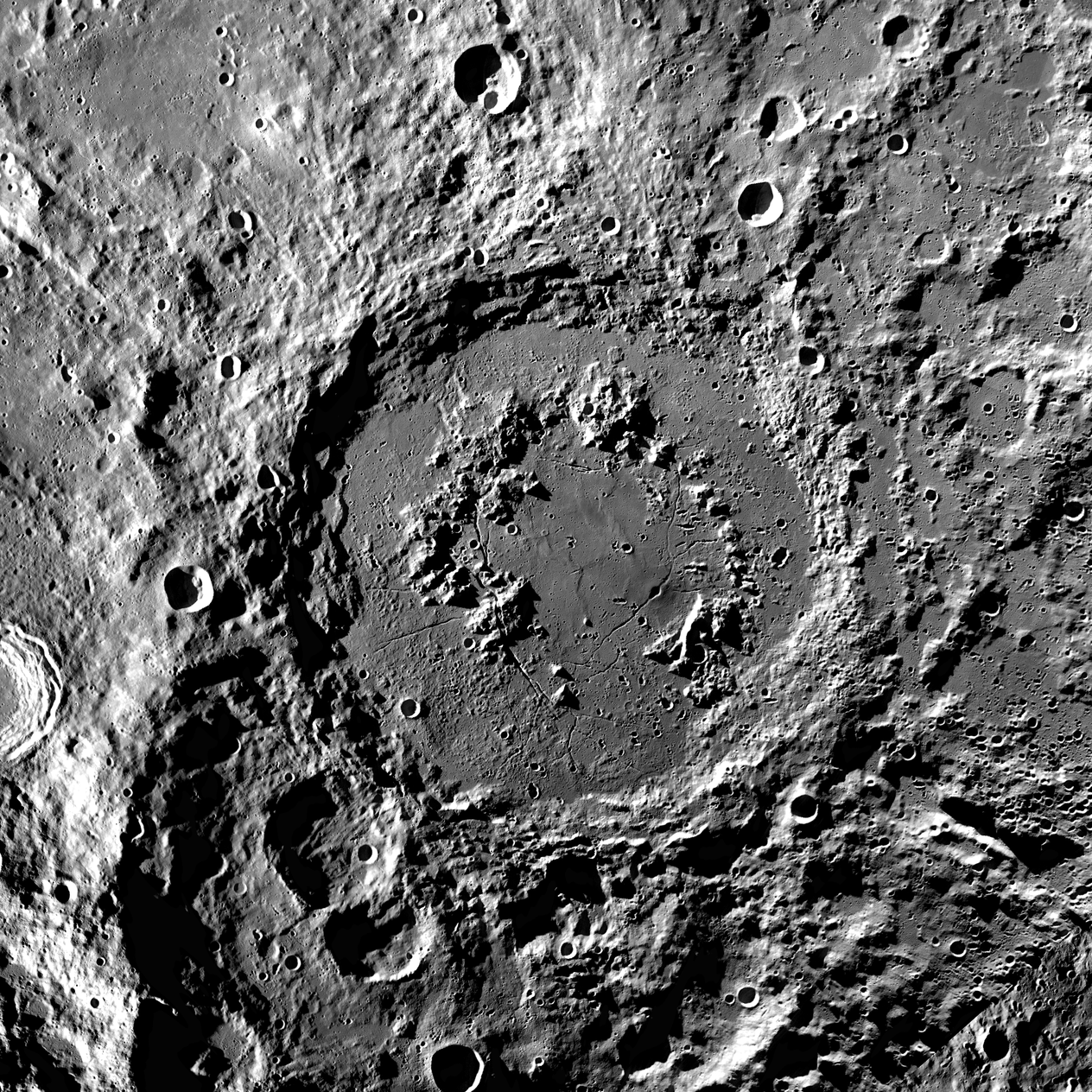
薛定谔环形山(中间)和格罗特里安环形山(顶部)，月球勘测轨道飞行器快照。

格罗特里安环形山的月面座标为南纬66.15、东经128.28°，直径36.8公里，深度约2.1公里。与环形山邻近的：西面是西科尔斯基、西北有范维克陨石坑、北侧为费希纳环形山、普朗克环形山和普朗特环形山位于东北、南面则是巨大的薛定谔环形山，向西是薛定谔月谷，而长长的普朗克月谷起始于它的正北方，并一路向西北的皮克尔纳陨石坑延伸。
该环形山的外侧壁形成了极完美的圆形状，只是南侧坐落的一座小陨石坑打破了其对称性。内侧峭壁较为光滑，坑底表面则崎岖不平，中央有堆积峰和山脊，环内壁四周沉积的撞击碎屑厚达1000多米，北侧边缘分隔开了一大一小两座以前的撞击坑。该环形山体积大约为1000立方公里，明显已被后期的撞击所破坏。

## 卫星陨坑
按惯例，通过在最靠近格罗特里安环形山的卫星陨坑中心点旁放置字母，以在月图上标示它们。

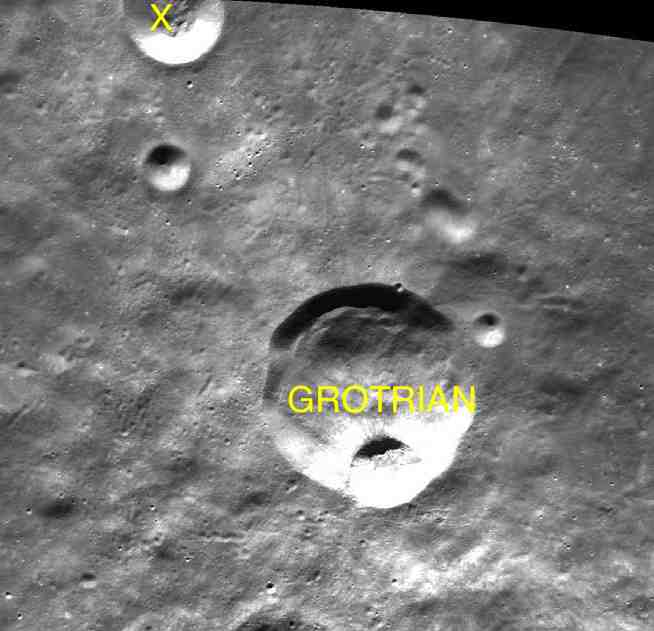
格罗特里安环形山图 LAC-140.

| 格罗特里安环形山 | 纬度    | 经度     | 直径    |
| ---------------- | ------- | -------- | ------- |
| X                | 64.5° S | 125.5° E | 20 公里 |